# مساعد بن عبد العزيز آل سعود
الأمير مساعد بن عبد العزيز آل سعود (1343 / 1924 - 12 شوال 1434 هـ / 19 أغسطس 2013)، الابن الحادي عشر من أبناء الملك عبد العزيز آل سعود الذكور من زوجته الأميرة الجوهرة بنت سعد السديري. هو كفيف، وله ميل إلى الأدب وقرض الشعر، وقليل الظهور في وسائل الإعلام ولم يشارك في الحياة السياسية في السعودية منذ تأسيسها. ومثّله في هيئة البيعة ابنه بندر بن مساعد بن عبد العزيز آل سعود. لم يتولى الأمير مساعد أي منصب سياسي، وكان er للملك سعود بن عبد العزيز آل سعود ورفض التوقيع على قرار خلعه عام 1964. ذكر ابنه عبد الرحمن بن مساعد بن عبد العزيز آل سعود في أحد قصائده بأن أباه أعمى البصر ولكنه قوي البصيرة.

## أسرته
| الزوجة                                                                                              | أبناؤه منها |
| --------------------------------------------------------------------------------------------------- | --- |
| الأميرة وطفاء بنت محمد الطلال الرشيد (ابنة أمراء قبيلة شمر)                                         | الأمير خالد، الأميرة الجوهرة، الأمير فيصل، والأمير بندر |
| الأميرة فاطمة بنت هاشم تركي بك النجرس                                                               | الأمير عبد الله، والأمير عبد الرحمن (رئيس نادي الهلال السابق) |
| الأميرة نورا كعكي (توفيت يوم الإثنين 19 شعبان 1433 هـ)                                              | الأمير عبد العزيز (متزوج من الأميرة ريم بنت الوليد بن طلال آل سعود)وله من البنات ا(لاميره ساره ، الاميره دلال ، الاميره نوره)، الأمير عبد الحكيم (رئيس الاتحاد السعودي للبولينج)، الأميرة سارة (رئيس مجلس إدارة جمعية مودة الخيرية للحد من الطلاق وآثاره)، الأميرة مشاعل، الأميرة منيرة، الأميرة سلطانة، والأميرة صيته                   |
| الأميرة الجوهرة بنت صالح الريس                                                                      | |
| الأميرة حصة بنت محمد بن حمد بن فوطة آل عاصم القحطاني                                                | الأمير سعود (كان متزوج من الأميرة لولوة بنت سعود بن عبد العزيز آل سعود وله من الأبناء الأمير فيصل "كان متزوج من الأميرة دنا بنت خالد بن عبد الله بن عبد العزيز آل سعود"، ومن ثم (تزوج االامير سعود من الاميره مشاعل بنت ماجد بن خثيله وأنجب منها الأميرة مضاوي، والأميرة ديمة)                                                           |
| الأميرة نورة بنت إبراهيم الدغيثر (من بنو حنيفة)                                                     | الأمير مشهور (توفي في 4 فبراير 2021، كان متزوج من الأميرة غادة بنت يزيد بن عبد الله آل سعود)، الأميرة مضاوي، الأميرة لطيفة، الأمير يوسف، والأمير محمد |
| الأميرة الجازي بنت عبد الله الخراص العتيبي (توفيت يوم الأحد 23 محرم 1441 هـ الموافق 22 سبتمبر 2019) | الأمير نواف متزوج من الأميرة عبير بنت محمد الزلال وله من الأبناء الأمير بندر متزوج من الأميرة هيفاء بنت عبدالعزيز بن إبراهيم آل إبراهيم ، الأمير محمد ، الأميرة سارة متزوجة من الأمير مساعد بن عبدالله بن مساعد بن عبدالرحمن آل سعود ، الأميرة الجازي متزوجة من الأمير عبدالعزيز بن تركي بن سلطان بن عبدالعزيز آل سعود ، الأميرة مضاوي . |
| العنود بنت جلّال الفرم الحربي (ابنة أمير عشاير بني علي من حرب)                                       | |

بناته
- الأميرة الجوهرة بنت مساعد بن عبد العزيز آل سعود. متزوجة من الأمير سعود بن عبد الله بن عبد الرحمن آل سعود ولها من الأبناء الأمير خالد، الأميرة مشاعل (كانت متزوجة من الأمير بدر بن سعود بن محمد آل سعود ولها من الأبناء الأمير فهد، والأميرة الجوهرة)[11]، الأميرة نورة، والأميرة مضاوي (متزوجة من الأمير فيصل بن نواف بن عبد العزيز آل سعود).[12]
- الأميرة مضاوي بنت مساعد بن عبد العزيز آل سعود. متزوجة من الأمير سعود بن فهد بن عبد العزيز آل سعود ولها من الأبناء الأمير عبد العزيز، الأميرة سارة (متزوجة من الأمير فيصل بن خالد بن جلوي آل سعود ولها من الأبناء الأميرة مضاوي، والأمير خالد)، الأميرة نورة (كانت متزوجة من الأمير منصور بن مقرن بن عبد العزيز آل سعود رحمه الله ولها من الأبناء الأميرة ريما، والأمير سعود، ومتزوجة من الأمير عبد العزيز بن تركي بن مشاري آل سعود ولها من الأبناء الأمير فهد)، والأمير محمد (متزوج من الأميرة العنود بنت محمد بن مشعل بن عبد العزيز آل سعود وله من الأبناء الأميرة لولوة، والأمير فيصل).
- الأميرة لطيفة بنت مساعد بن عبد العزيز آل سعود. متزوجة من الأمير مشعل بن محمد بن سعود بن عبد العزيز آل سعود ولها من الأبناء الأمير سعود، الأمير محمد (كان متزوج من الأميرة نوف بنت خالد بن عبد الله بن محمد آل سعود)[13]، الأمير عبد الرحمن (متزوج من الأميرة نجود بنت فيصل بن سلطان بن حميد، و له من الأبناء الأمير عبد العزيز )، الأميرة العنود (متزوجة من الأمير فيصل بن تركي بن ناصر بن عبد العزيز آل سعود[14] ولها من البنات الأميرة نورة، والأميرة لطيفة)، والأمير سلطان (متزوج من الأميرة نوف بنت عبد العزيز بن مشعل بن عبد العزيز آل سعود[15] وله من الأبناء الأمير مشعل).
- الأميرة سارة بنت مساعد بن عبد العزيز آل سعود. متزوجة من الأمير حسام بن سعود بن عبد العزيز آل سعود ولها من الأبناء الأمير سعود (متزوجة من كريمة الأمير خالد بن مساعد بن عبد الرحمن آل سعود[16] وله من الأبناء الأمير حسام، والأميرة سارة)، الأمير خالد (متزوج من الأميرة نورة بنت فيصل بن مقرن بن عبد العزيز آل سعود[17] وله من الأبناء الأميرة هناء، الأميرة لين، والأمير عبد العزيز)، الأمير عبد العزيز (متزوج من الأميرة مشاعل بنت سلطان بن عبد العزيز آل سعود[18] وله من الأبناء الأمير سعود، والأميرة سارة)، الأمير محمد، والأميرة نورة (متزوجة من الأمير سلطان بن خالد بن محمد بن سعود الكبير).[19]
- الأميرة مشاعل بنت مساعد بن عبد العزيز آل سعود. متزوجة من الأمير سلمان بن عبد الله بن عبد الرحمن آل سعود ولها من الأبناء الأميرة الجوهرة (متزوجة من الأمير فيصل بن بندر بن مساعد[20]) ، الأميرة العنود، الأمير عبد الله، والأميرة هيفاء. لها كريمة متزوجة من الأمير خالد بن محمد بن سعود بن خالد آل سعود.[21]
- الأميرة منيرة بنت مساعد بن عبد العزيز آل سعود. متزوجة من الأمير سعود بن خالد بن عبدالله بن محمد بن عبدالرحمن ولها من الابناء الامير سلطان (متزوج من الأميرة نوف بنت فيصل بن تركي بن سعود الكبير ) ،الاميره الجوهرة ،الامير فيصل،الامير محمد،الامير عبدالعزيز
- الأميرة سلطانة بنت مساعد بن عبد العزيز آل سعود. متزوجة من الأمير طلال بن محمد بن عبد الله الفيصل آل سعود ولها من البنات الأميرة هيفاء، والأميرة لين.[22]
- الأميرة صيتة بنت مساعد بن عبد العزيز آل سعود

## وفاته
أعلن الديوان الملكي السعودي في بيان رسمي عن وفاة الأمير مساعد بن عبد العزيز آل سعود يوم الإثنين 12 شوال 1434 هـ الموافق 19 أغسطس 2013 وصلي عليه يوم الثلاثاء 13 شوال 1434 هـ الموافق 20 أغسطس 2013 بعد صلاة العصر في جامع الإمام تركي بن عبد الله في مدينة الرياض وتقدم المصلين عليه الأمير مقرن بن عبد العزيز آل سعود ودفن في مقبرة العود.